# Acronicta italica
Acronicta italica là một loài bướm đêm trong họ Noctuidae.